# Niedersohren

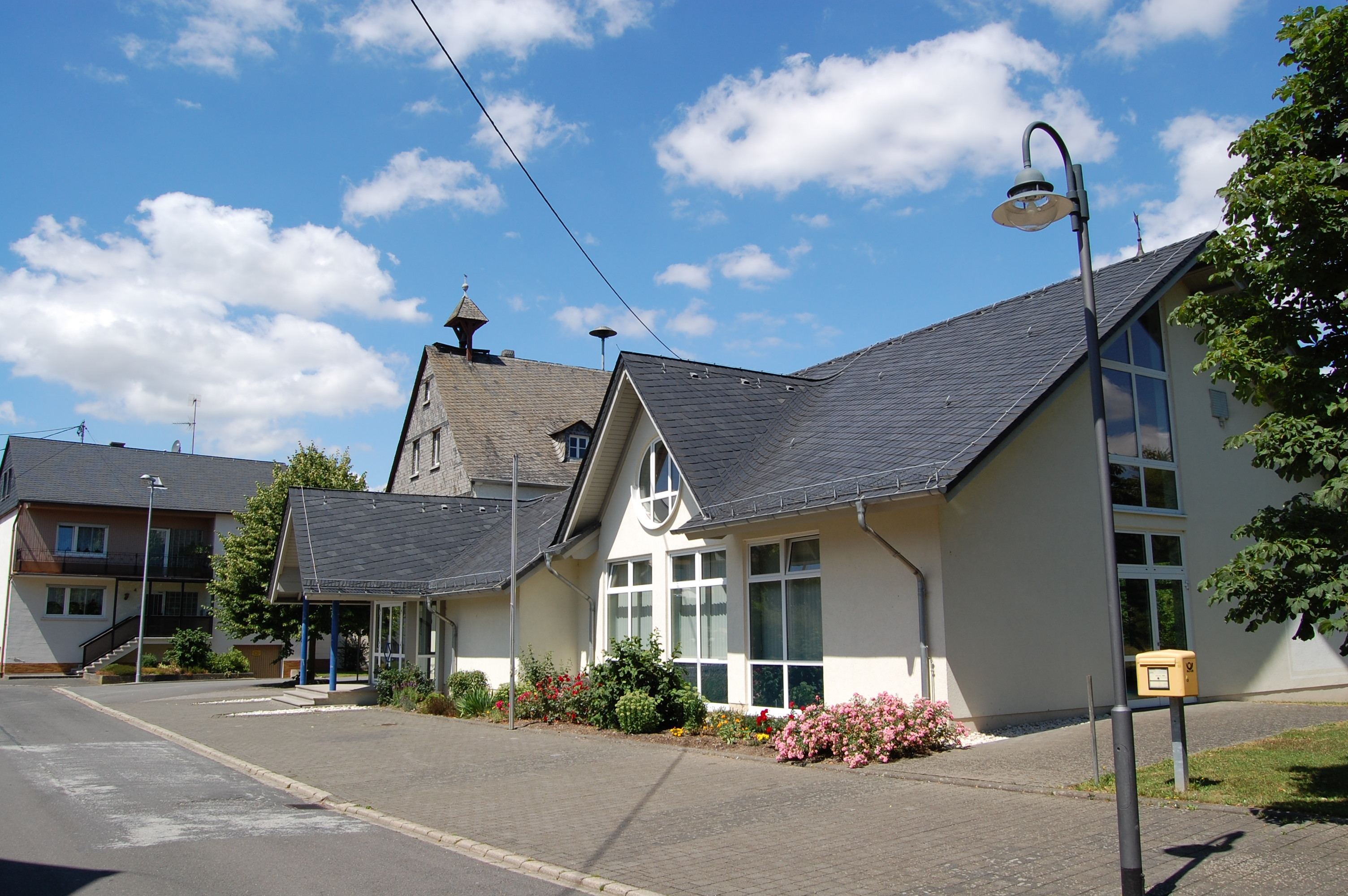
Gemeindehaus in der Ortsmitte

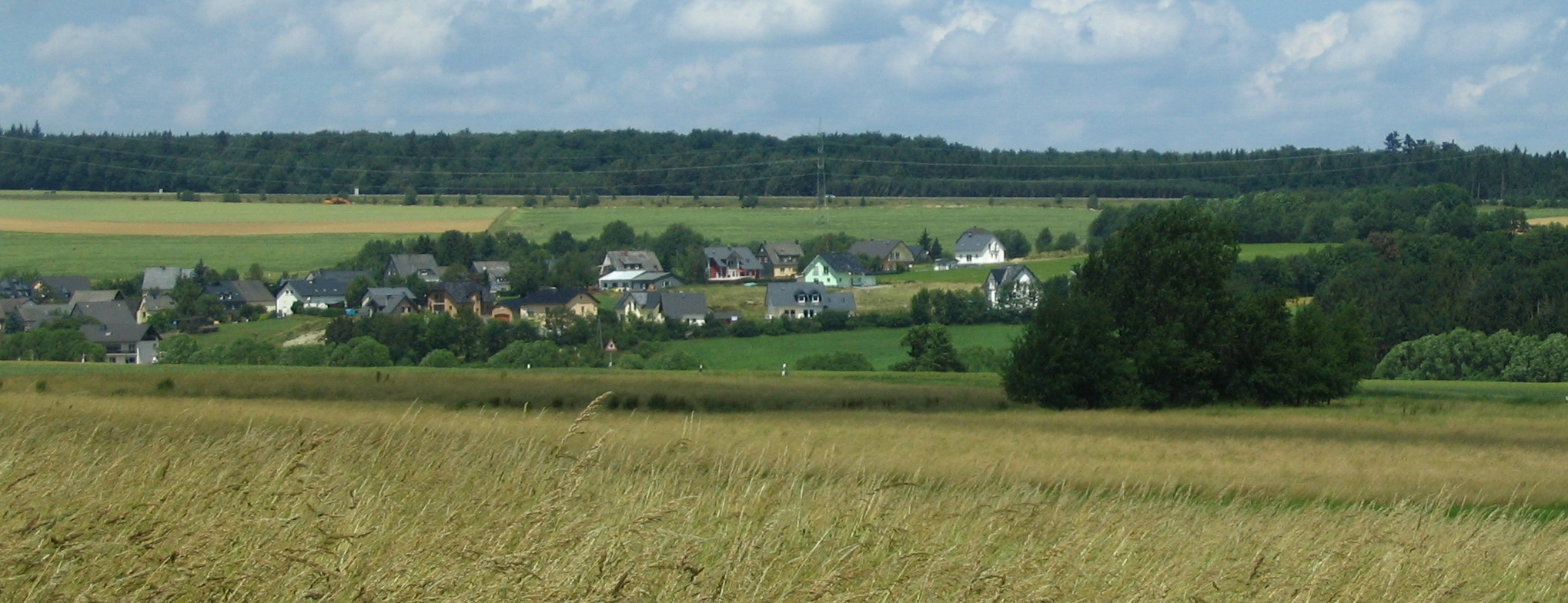
Ansicht von Südwesten

Niedersohren ist eine Ortsgemeinde im Rhein-Hunsrück-Kreis in Rheinland-Pfalz. Sie gehört der Verbandsgemeinde Kirchberg (Hunsrück) an.

## Geographie
Die ländliche Wohngemeinde Niedersohren liegt im Tal des Sohrbachs zentral im Hunsrück. Die Gemarkung umfasst 3,90 km², davon 0,89 km² Wald. Zu Niedersohren gehört auch der Niedersohrener Hof.
Nördlich des Ortes verläuft die B 50, südlich die historische Ausoniusstraße. Vier Kilometer nordwestlich von Niedersohren liegt der Flughafen Frankfurt-Hahn. Niedersohren liegt ca. vier Kilometer südwestlich des geografischen Mittelpunktes von Rheinland-Pfalz. Die Großstädte Mainz, Koblenz und Trier sind fast gleich weit entfernt.

## Geschichte
Römische Besiedlung an der Ausoniusstraße und in der Nähe des heutigen Annahofes ist nachgewiesen. 1301 wurde der Ort mit dem Reichsgut Sohren Eberhard von Sponheim vom Reich zu Lehen verschrieben und gehörte seitdem zur Grafschaft Sponheim. Im 18. Jahrhundert war der Markgraf von Baden als Erbe der Grafen von Sponheim Landesherr. Mit der Besetzung des linken Rheinufers 1794 durch französische Revolutionstruppen wurde der Ort französisch, 1815 wurde er auf dem Wiener Kongress dem Königreich Preußen zugeordnet. Nach dem Ersten Weltkrieg zeitweise französisch besetzt, ist der Ort seit 1946 Teil des Landes Rheinland-Pfalz.

## Politik

### Bürgermeister
Jan-Philipp Effgen wurde am 13. Januar 2022 Ortsbürgermeister von Niedersohren. Da für eine am 16. Januar angesetzte Direktwahl kein gültiger Wahlvorschlag eingereicht wurde, oblag die Neuwahl dem Rat, der sich für Effgen entschied. Er wurde im Juni 2024 wiedergewählt.
Effgens Vorgänger als Ortsbürgermeister, Severin Ochs, hatte das Amt aus persönlichen Gründen niedergelegt. Er war zuletzt 2019 durch den Gemeinderat im Amt bestätigt worden, da bei der Kommunalwahl am 26. Mai 2019 kein Kandidat angetreten war.

### Wappen
| Wappen von Niedersohren | Blasonierung: „Gespalten durch eine eingebogene, gestürzte schwarze Spitze, darin ein rotbewehrter und- gezungter goldener Adler, rechts in Silber über einer blauen Schale ein schwebender blauer Krug, links in Gold ein roter Schrägrechtsbalken.“ |
| Wappen von Niedersohren | Wappenbegründung: Niedersohren in der Pflege Sohren war Königsgut, dafür steht der Reichsadler. 1301 ging es als Reichslehen an die Grafen von Sponheim und dann an deren Erben, die Markgrafen von Baden und die Grafen von Veldenz. Nach der Teilung von 1707 waren die Markgrafen von Baden die alleinigen Landesherren, worauf der rote Schrägbalken in Gold hinweist. Die beiden Gefäße aus der Hunsrück-Eifel-Kultur wurden aus Hügelgräbern im Gemeindewald geborgen. |

## Kultur und Sehenswürdigkeiten

### Bauwerke
In der Ortsmitte steht der Alte Backes, dort untergebracht ist die Freiwillige Feuerwehr. Als Neubau rechts vom Backes steht das neue Gemeindehaus.
Etwa zwei Kilometer von der Ortsmitte entfernt befindet sich zwischen Niedersohren und Dill ein massiver Nachbau eines Wachturms aus römischer Zeit sowie eine Schutzhütte mit „römischen Spielen“. Vom Römerturm hat man einen guten Ausblick auf den Idarkopf sowie zum Flughafen Frankfurt-Hahn.
Siehe auch:
- Liste der Kulturdenkmäler in Niedersohren
- Liste der Naturdenkmale in Niedersohren

### Ausoniusstraße
An Turm und Hütte vorbei verläuft die Ausoniusstraße, von den Römern angelegt und in der Antike rege genutzt. Der Ausoniusweg erstreckt sich von Bingen am Rhein bis Trier. Im Gebiet der Verbandsgemeinde Kirchberg ist der Ausoniuswanderweg mit einem weißen „AU“ auf grünem Grund ausgeschildert. Teile der Strecke teilt sich der „AU“ mit dem mit „S“ ausgeschilderten Sponheimer Weg.

### Sport
Der Sportverein Niedersohren besteht seit 1921. Der Sportplatz befindet sich direkt an der Kreisstraße 2 nach Sohren. Zum Sportplatz gehört auch ein Bolzplatz für die Jugend.
Es besteht eine Spielgemeinschaft mit den Vereinen TUS Sohren und TUS Büchenbeuren.

### Regelmäßige Veranstaltungen
- Veranstaltungen der Freiwilligen Feuerwehr und des Fördervereins
  - 1. Mai Feuerwehrfest und Tag der offenen Tür
- Veranstaltungen der Elterninitiative Niedersohren
  - Kinderfastnacht (jeweils am Fastnachtsdienstag)
  - Nikolausfeier (am ersten Samstag im Dezember)
  - Theaterabend (Anfang September)
- Veranstaltungen des SV Niedersohren
  - Karnevalssitzung an jedem Samstagabend vorm Rosenmontag
  - Après-Ski, im Wechsel mit karibischer Nacht einmal pro Jahr an einem Samstagabend im Herbst.

## Verkehr
Der Bahnhof Niedersohren lag an der mittlerweile stillgelegten Hunsrückquerbahn Langenlonsheim–Hermeskeil.